# Humel
Humel (niem. Hummel) – nazwa niestandaryzowana, część miasta Złoty Stok w województwie dolnośląskim, powiecie ząbkowickim, w gminie Złoty Stok.
Pisownia Hummel nadal jest używana. Głównie przez lokalną społeczność.

## Nazwa
Wzgórze Hummel widnieje w dokumentach od XVII wieku. Pochodzenie nazwy nie jest jednoznaczne. Nazwa tego wzgórza może pochodzić od odmiany słowa Himmel oznaczającego niebo. Po drugiej stronie góry, na którym jest wzgórze Humel znajduje się sztolnia, która funkcjonowała pod nazwą  Himmelfahrt (po 1945 r. nazwanym Wniebowzięcie). W języku niemieckim słowo Hummel to trzmiel. Nazwa osobowa Hummel pochodzić może od starych niemieckich imion takich jak Humbold, Hugimar lub Hunmar. Niemieckie Hubel oznacza pagórek, wzniesienie. Powojenna Komisja Ustalania Nazw Miejscowości nie uwzględniła tej dzielnicy Złotego Stoku przez co nazwa pozostała. Za czasów niemieckich funkcjonowała również nazwa Villenkolonie czyli kolonia willowa. Używana była zazwyczaj w kontekście północnej i wschodniej części Humla.

## Położenie
Humel znajduje się u podnóży Gór Złotych. Leży na północnym zboczu Góry Krzyżowej. Jest to najwyżej położone zamieszkane miejsce w Złotym Stoku.

## Historia
Hummel był łąką między miastem a kaplicą św. Anny. W 1900 roku Złoty Stok uzyskał połączenie kolejowe z Kamieńcem Ząbkowickim. Skutkiem tego był przypływ turystów chcących zwiedzić miasto. Z czasem zaczęli przybywać zamożni goście, dla których brakowało zakwaterowania. Wtedy zaczęto planować przekształcenie miasta będącego u schyłku wydobywania złota i arsenu na kurort turystyczny. Dobrym miejscem do takiego zagospodarowania nadawało się wtedy niezamieszkane wzgórze Hummel. Przecinała je ścieżka z aleją drzew do kaplicy św. Anny. W północnej części wzgórza znajdował się stary cmentarz ewangelicki podległy kościołowi. Za początek istnienia uznaje się rok 1904. Wtedy postawiono na nim pierwszą willę nazwaną Charlotte. 10 lat później Hummel stał się pełnoprawną dzielnicą z wieloma willami zamieszkiwanymi przez turystów w okresie zimowym, jak i letnim. Dwie wille zaprojektował Ludwig Schneider, znany śląski architekt. Większość budynków posiadała balkony widokowe. Wszystkie domy otaczały duże ogrody. Spora odległość od dróg i otoczenie lasów gwarantowało ciszę i spokój. Wybuch I wojny światowej zahamował rozwój tego miejsca. Zapanowały trudne warunki gospodarcze oraz spadło zainteresowanie inwestorów z powodu recesji. 5 października 1920 roku na terenie Hummla otworzono Śląską Szkołę Leśną. Dyrektorem wtedy został Gustav Rieger z Opolnicy. Funkcję dyrektora sprawował aż do swojej śmierci w 1937 roku.

## Rekreacja
Na Humlu znajdują się 2 place zabaw, boisko do piłki nożnej, koszykówki, siłownia plenerowa oraz skatepark.

## Galeria

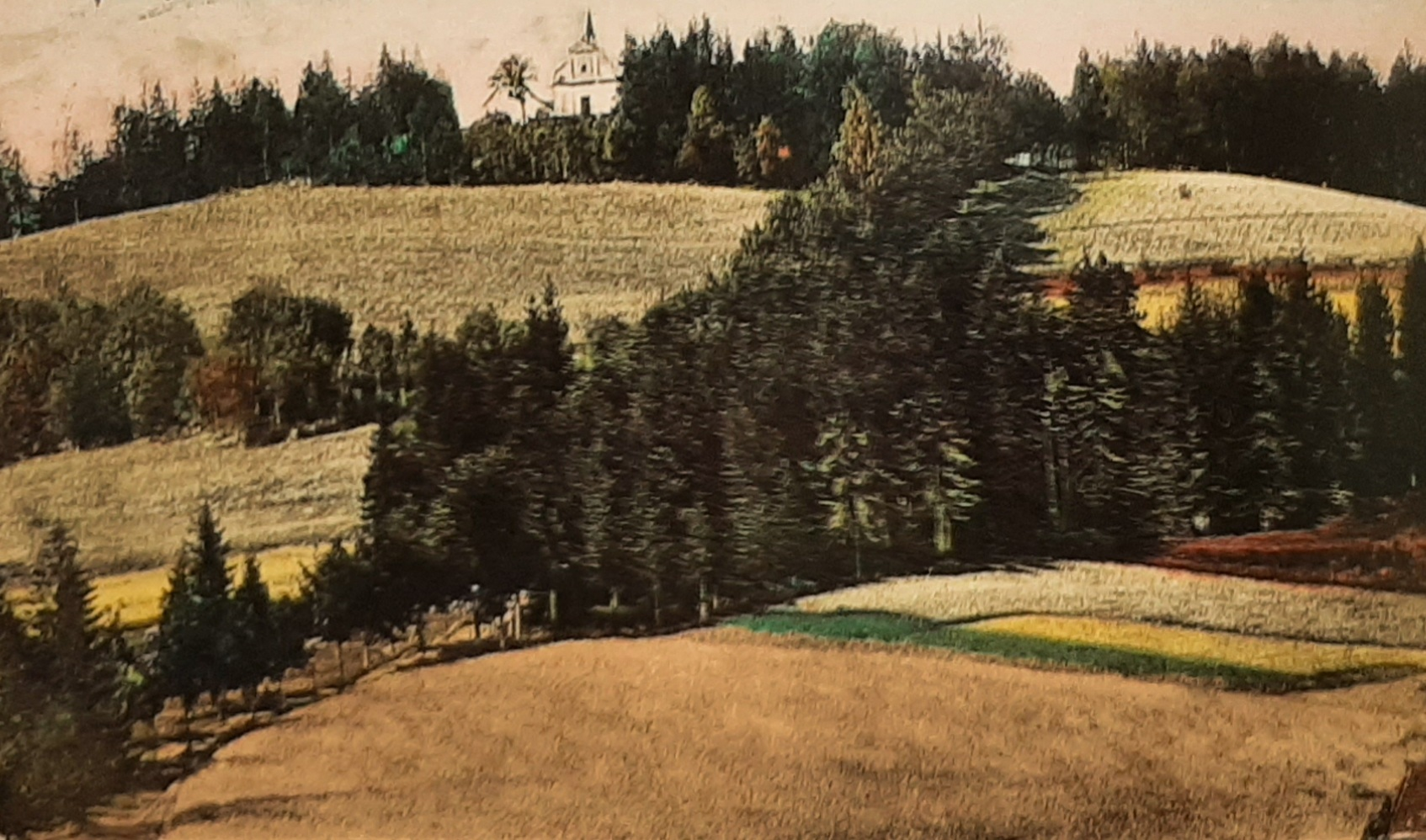
Wzgórze Hummel w 1900 r.
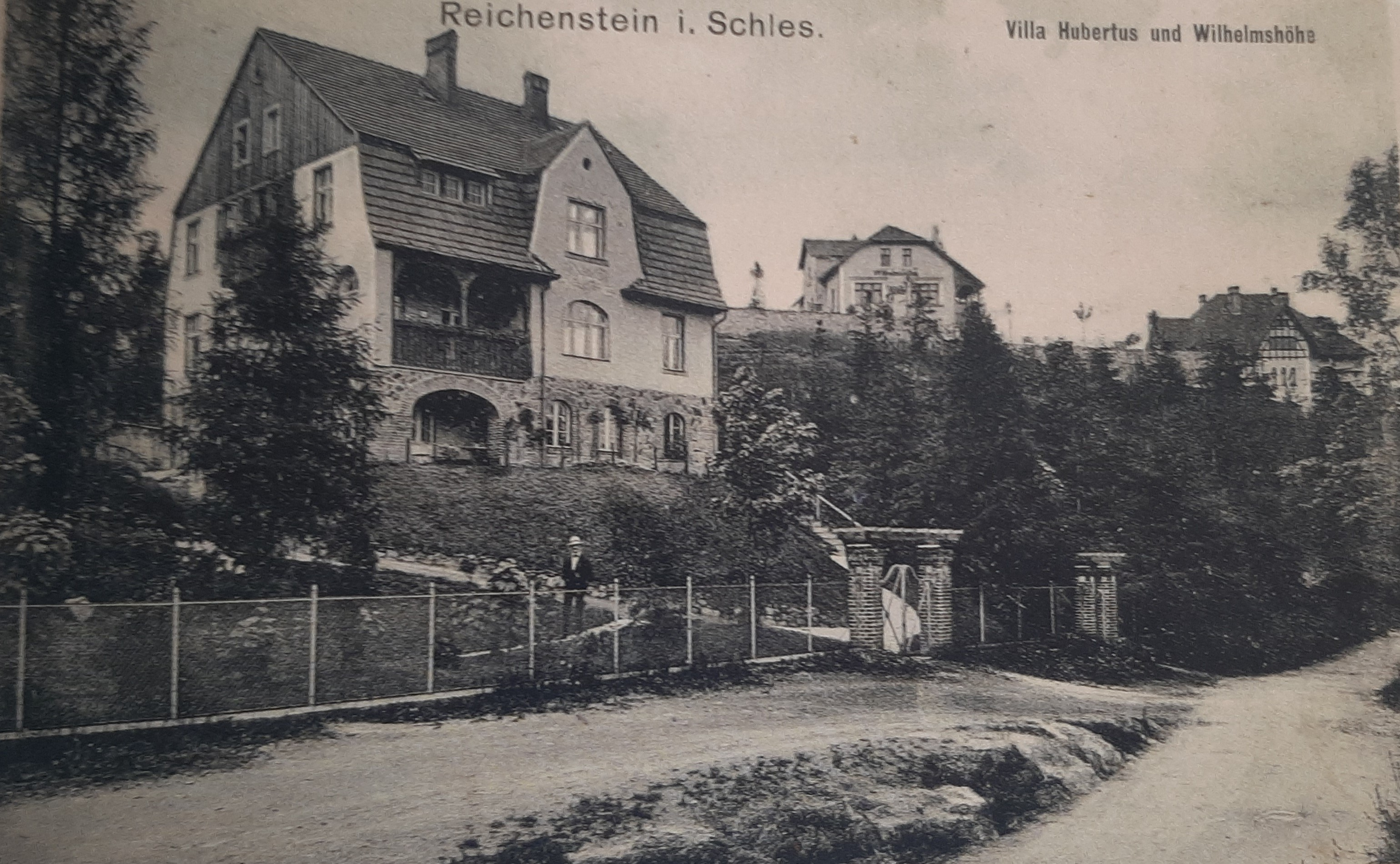
Na pierwszym planie: Willa Hubertus ok. 1910 r.
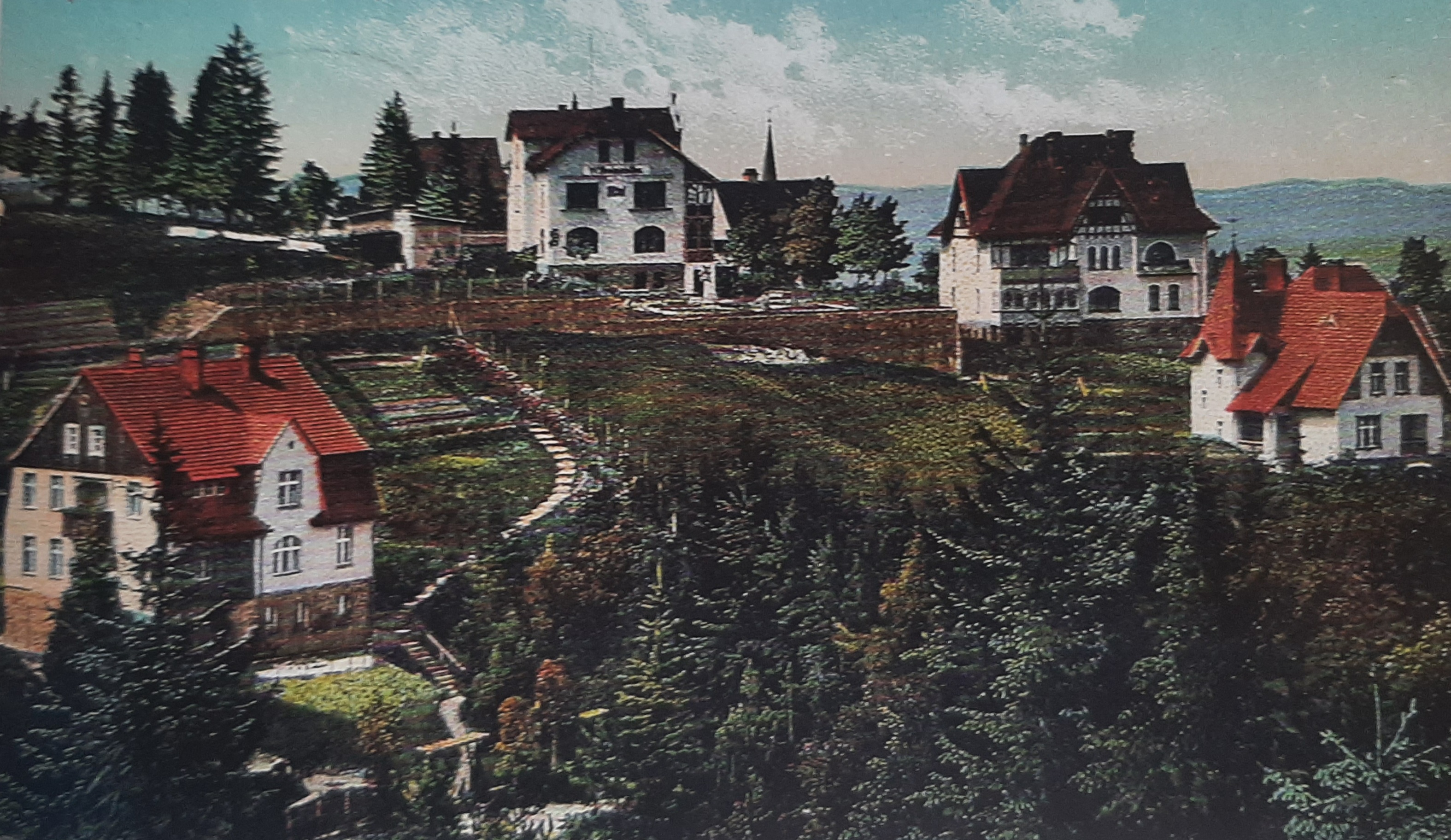
Hummel ok. 1910 r.
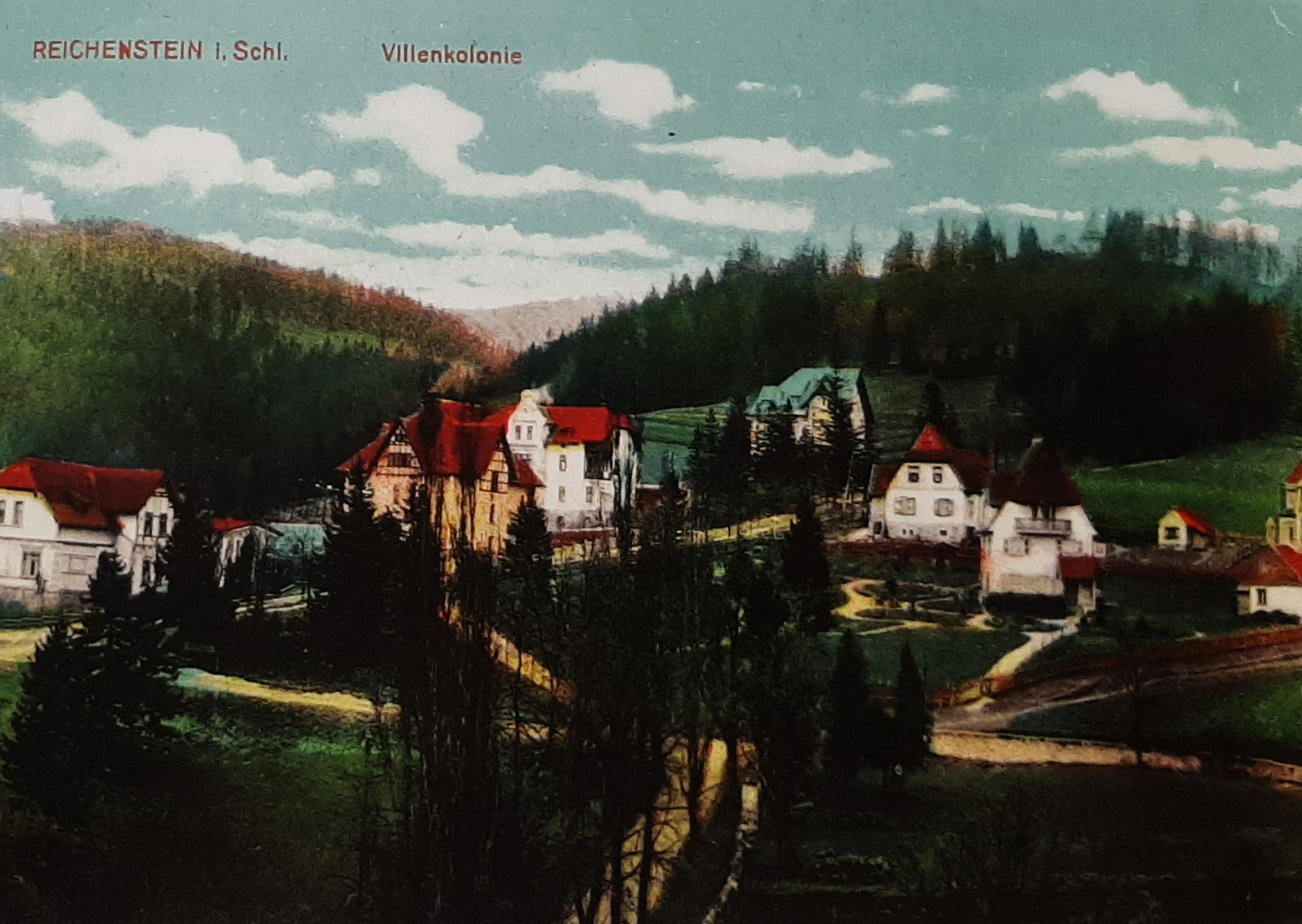
Hummel w 1913 r.
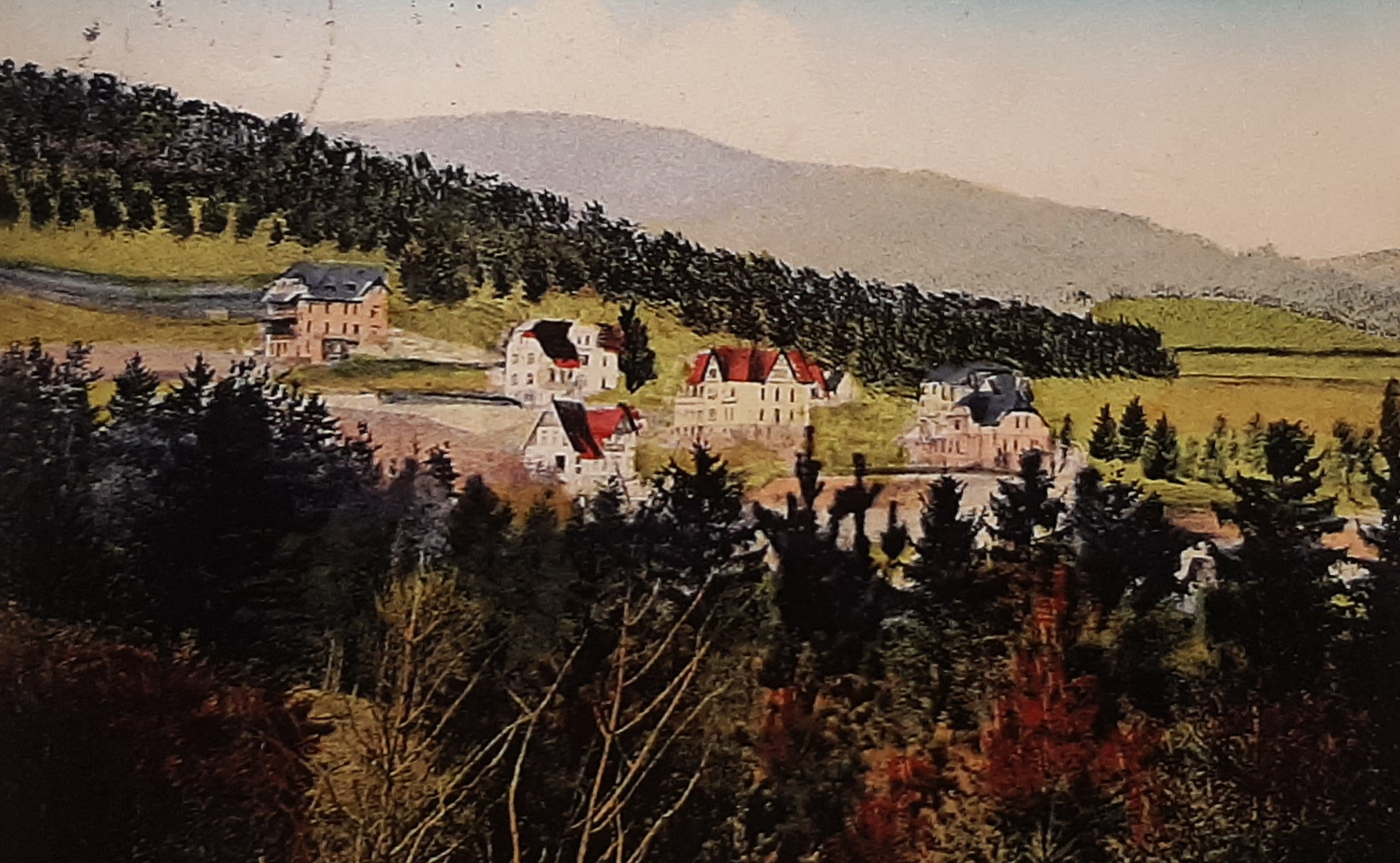
Hummel w 1914 r.
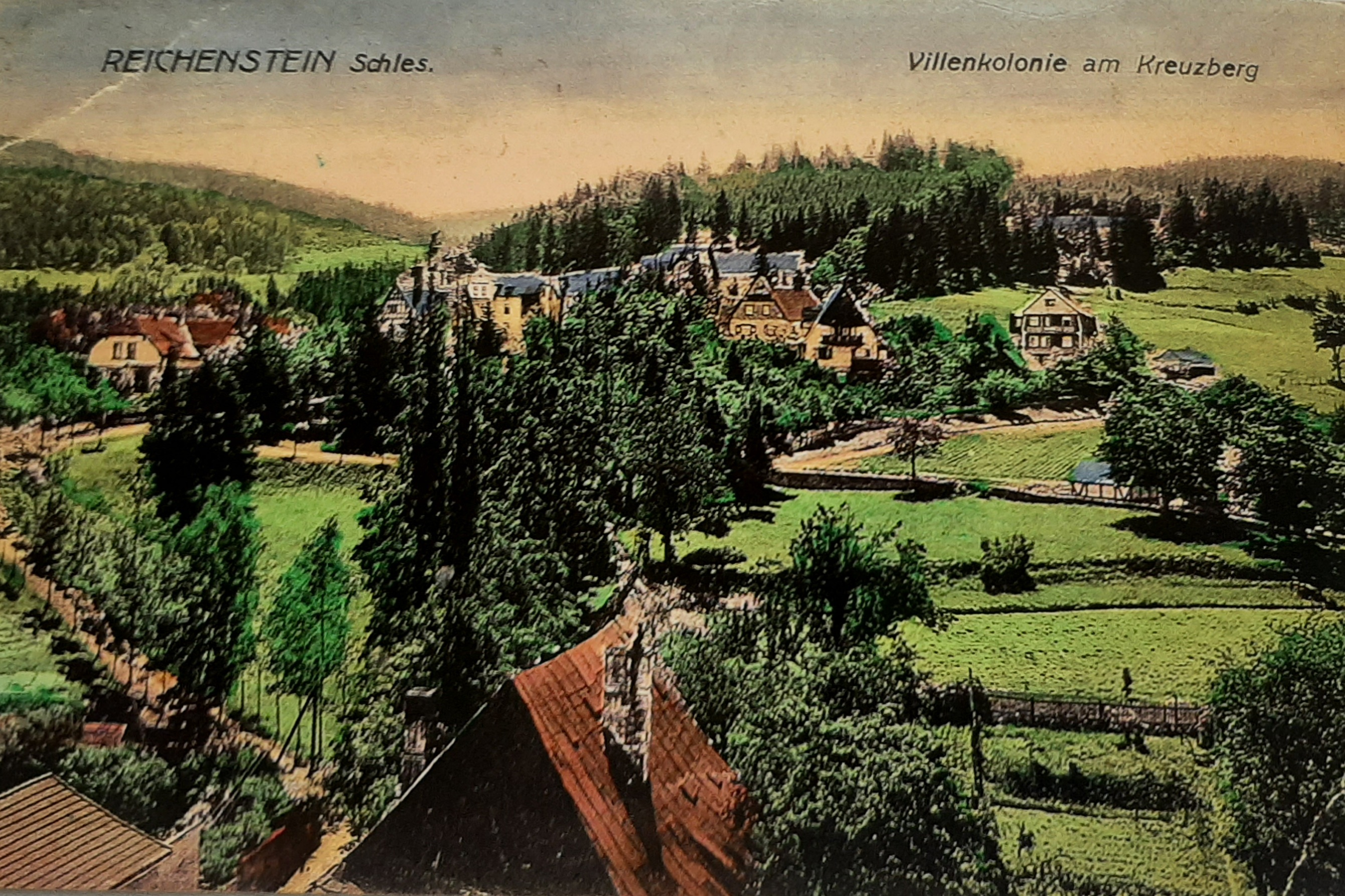
Hummel w 1921 r.
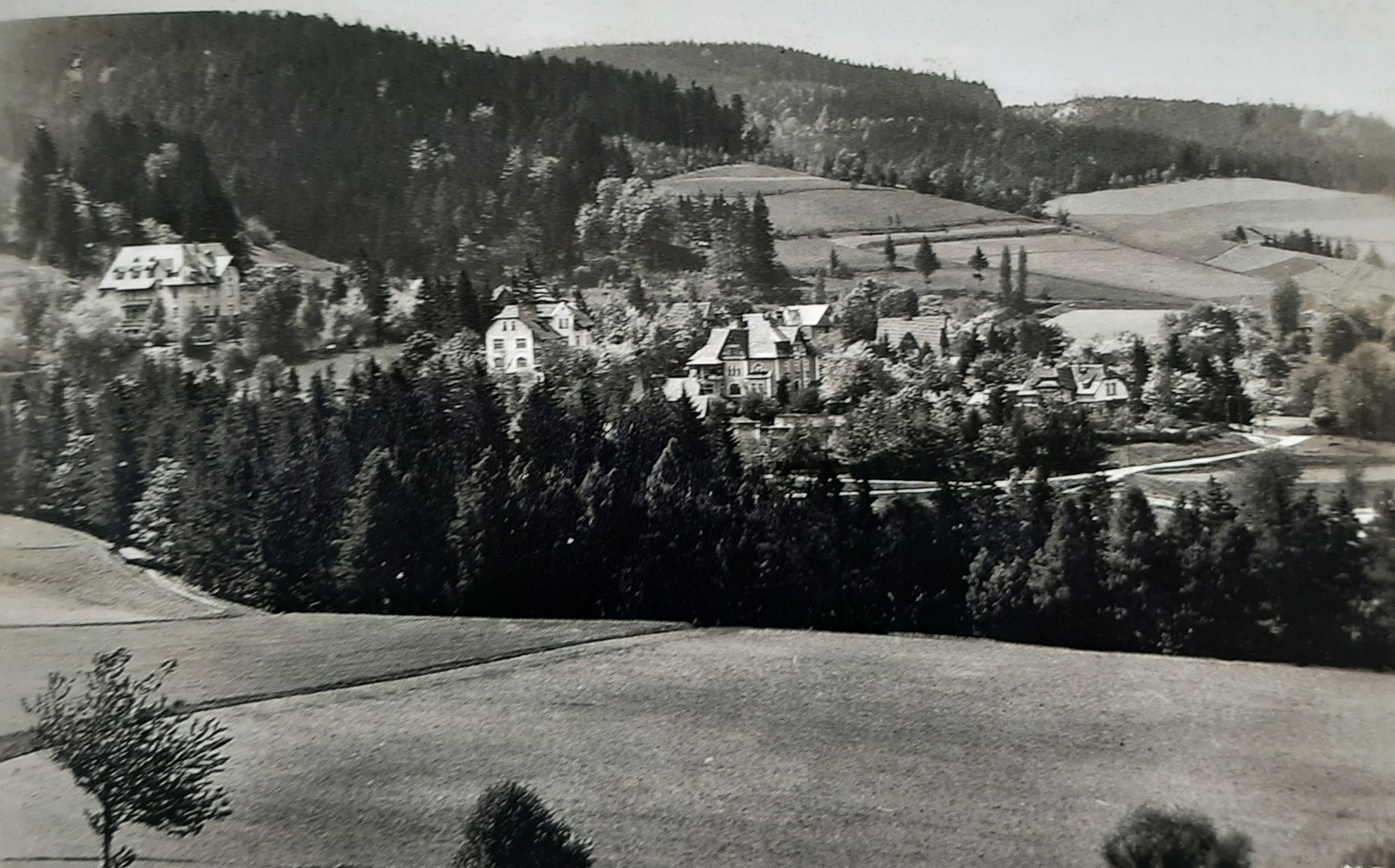
Widok na Hummel z Wiśniowego sadu 1931 r.